# Championnat de Belgique de football de troisième division 2007-2008
Le championnat de football D3 2007-2008 est divisé en deux séries. Exceptionnellement, le championnat avait commencé avec une série A comptant 17 équipes au lieu de 16 à la suite de l'affaire qui a opposé l'Union Belge, le club de Geel et celui de Namur.

## Affaire Geel, Namur et Union Belge
Un contentieux, dénommé Affaire Geel-Namur, a opposé l'Union Belge de football avec le KFC Verbroedering Geel et l'Union Royale Namur. Geel a battu Namur en matchs de barrages pour la montée en D2. Le club de Geel n'a toutefois pas obtenu sa licence en première instance mais l'a finalement obtenu en appel. Afin de monter en D2, Namur a alors saisi un tribunal civil qui a annulé la décision favorable à Geel. Toutefois ce tribunal n'a pas accordé la place vacante en D2 à Namur. L'Union Belge a décidé que les deux clubs évolueraient en D3 pour la saison 2007-2008. La D2 n'a donc débuté qu'avec 17 clubs pour 2007-2008. 
Le tribunal des référés de Namur a décidé le 7 septembre de suspendre les championnats de D2 et de D3. Cette action avait été introduite par l'Union Royale Namur. Divers recours en justice, ont également été introduits par les deux clubs. Afin de régler le problème, l'Union Belge a proposé d'intégrer les deux clubs en D2, ce qui doit être accepter par ses membres en assemblée générale. Entre-temps, les championnats de D2 et de D3 sont suspendus. 
Le 13 septembre, les clubs de D2 et de D3 se réunissent dans deux salles différentes. Nouveau coup de théâtre: l'Union Belge propose, en attendant la décision finale de la justice, de maintenir Geel en D3 et d'intégrer l'Union Namur à la D2 (en lui offrant une plage de 6 semaines pour réaliser les transferts nécessaires). L'offre n'est pas négociable pour Namur. Si elle la refuse, elle reste en D3. Le quotidien Le Soir explique ainsi cette proposition : Sans aucun doute conseillé par ses plus éminents juristes, le patron de l’URBSFA sollicitait, avant de réunir pour le principe la crème de l’Exécutif, l’aval des deux Ligues, rétablissant à sa manière l’équité en faveur de Namur tout en responsabilisant l’Union belge coupable d’avoir accordé avec beaucoup trop de légèreté sa licence à Geel. En échange de leur confiance, De Keersmaecker (président de l'URBSFA) garantissait aux clubs la reprise des compétitions seniores et de jeunes ce week-end.
Le jeudi 13 septembre, le sponsor du club de Geel (Roland) porte plainte auprès du tribunal des référés de Turnhout au sujet de la décision du l'Union Belge. 
Le vendredi 14 septembre, le tribunal des référés de Turnhout estime que Geel devrait également jouer en D2 en attendant un jugement sur le fond. Une astreinte de 75 000 euros est également prévue par le juge en cas de non-respect de l’ordonnance par l'Union Belge. Celle-ci se réunit le jour-même et inclut Geel en D2. Le club sera toutefois bye pour la journée de championnat de ce week-end (vu le nombre impair de clubs). L'Union Belge compte établir un calendrier provisoire tout en allant en appel de la décision du tribunal de Turnhout. 
À ce stade, il reste également une plainte déposée par le club de Namur devant la cour d'appel de Liège. Quant à la procédure de jugement sur le fond, elle débutera normalement le 25 septembre au tribunal de première instance de Namur.

## Affaire La Calamine - Verviers
À un match de la fin du championnat de D3B, le RCS Verviers se trouvait en position de barragiste pour une place en D3 la saison suivante, juste derrière La Calamine. La Calamine, elle, avait déjà joué tous ces matchs. Pour être certains de se maintenir, les Verviétois devaient donc s'imposer lors du dernier match afin de revenir à égalité de points avec La Calamine mais de prendre l'avantage au nombre de victoires. Ce cas de figure n'aura pas lieu car le vendredi 9 mai 2008, la première chambre du comité sportif du foot amateur a déclaré que le match La Calamine-Verviers du 23 avril 2008 (0-0 sur le terrain) se soldait par un score de forfait 0-5, La Calamine ayant aligné un joueur normalement suspendu.
Hamdi Bouslama jouait en début de saison pour l'AS Eupen en Championnat de Belgique de football D2. Le 15/08/2007, il reçoit un carton jaune lors du match contre Tirlemont. Lors du mercato d'hiver, Bouslama est transféré en D3B à La Calamine. Avec ce club, il reçoit deux cartons jaunes, soit un total de trois à son compte personnel. La Calamine n'a pas pris la peine de vérifier si ce joueur tombait sous le coup d'une suspension habituelle pour trois cartons jaunes. Il n'aurait, de fait, pas du être aligné contre Verviers. Le comité sportif s'est basé sur l'article de 7 de l'annexe du règlement concernant les cartons pour trancher cette affaire. En conséquence, La Calamine se voit retirer un point tandis que Verviers en récupère deux. Verviers, avant son dernier match, passe ainsi devant La Calamine qui a déjà joué tous ses matchs. Verviers est donc assuré d'une place en D3 la saison prochaine tandis que La Calamine se retrouve barragiste du tour final de Promotions. Le vainqueur de ce tour final jouera en D3 lors de la saison 2008-09. La Calamine peut aller en appel.

## Clubs et classements

### Division 3A
| 2006-2007 | Club               | Ville         |
| --------- | ------------------ | ------------- |
| D2        | KRC Waregem        | Waregem       |
| D2        | KSK Renaix         | Renaix        |
| 3         | Diegem Sport       | Diegem        |
| 4         | RRC Péruwelz       | Peruwelz      |
| 5         | RACS Couillet      | Couillet      |
| 7         | KS Wetteren        | Wetteren      |
| 8         | FCN Saint-Nicolas  | Saint-Nicolas |
| 9         | KM Torhout         | Torhout       |
| 10        | Londerzeel SK      | Londerzeel    |
| 11        | KSV Audenarde      | Audenarde     |
| 11 (D3B)  | Francs Borains     | Boussu        |
| 12        | KRC Malines        | Malines       |
| 13        | Willebroek-Meerhof | Willebroek    |
| 14 (D3B)  | RAA Louviéroise    | La Louvière   |
| D4        | Eendracht Alost    | Alost         |
| D4        | KSV Sottegem       | Zottegem      |

#### Classement de la Division 3A
| Rang | Équipe               | Pts | J  | G  | N  | P  | Bp | Bc | Diff |
| ---- | -------------------- | --- | -- | -- | -- | -- | -- | -- | ---- |
| 1    | Renaix               | 57  | 30 | 16 | 9  | 5  | 49 | 23 | +26  |
| 2    | La Louvière (V2)     | 54  | 30 | 16 | 6  | 8  | 41 | 22 | +19  |
| 3    | Péruwelz (V3)        | 54  | 30 | 16 | 6  | 8  | 49 | 37 | +12  |
| 4    | KRC Waregem          | 51  | 30 | 14 | 9  | 7  | 42 | 30 | +12  |
| 5    | KRC Malines          | 50  | 30 | 13 | 11 | 6  | 34 | 28 | +6   |
| 6    | Sottegem             | 48  | 30 | 14 | 6  | 10 | 37 | 34 | +3   |
| 7    | Alost (V1)           | 46  | 30 | 12 | 10 | 8  | 50 | 32 | +18  |
| 8    | Willebroek-Meerhof R | 43  | 30 | 11 | 10 | 9  | 45 | 39 | +6   |
| 9    | Saint-Nicolas        | 40  | 30 | 11 | 7  | 12 | 46 | 37 | +9   |
| 10   | Diegem               | 39  | 30 | 11 | 6  | 13 | 31 | 39 | -8   |
| 11   | Francs Borains       | 39  | 30 | 10 | 9  | 11 | 38 | 40 | -2   |
| 12   | Audenarde            | 34  | 30 | 8  | 10 | 12 | 39 | 43 | -4   |
| 13   | Wetteren P           | 33  | 30 | 8  | 9  | 13 | 34 | 51 | -17  |
| 14   | Londerzeel R         | 30  | 30 | 8  | 6  | 16 | 33 | 40 | -7   |
| 15   | Torhout              | 24  | 30 | 7  | 3  | 20 | 39 | 70 | -31  |
| 16   | Couillet P           | 19  | 30 | 6  | 1  | 23 | 29 | 71 | -42  |

La Louvière et Péruwelz ne prennent pas part au tour final car ils ne possèdent pas de licence pour évoluer en D2.

### Division 3B
| 2006-2007 | Club                 | Ville             |
| --------- | -------------------- | ----------------- |
| D2        | KFC Dessel Sport     | Dessel            |
| 3         | Sprimont CS          | Sprimont          |
| 4         | WS Woluwe            | Woluwe-St-Lambert |
| 5 (D3A)   | KV Turnhout          | Turnhout          |
| 6 (D3A)   | Cappellen FC         | Kapellen          |
| 6         | KSK Tongres          | Tongres           |
| 7         | K Bocholter VV       | Bocholt           |
| 8         | RFC Sérésien         | Seraing           |
| 9         | RCS Visé             | Visé              |
| 10        | RCS Verviers         | Verviers          |
| 12        | RFC de Liège         | Liège             |
| 13        | Union La Calamine    | La Calamine       |
| D4        | RRC Hamoir           | Hamoir            |
| D4        | KFC Mol-Wezel        | Mol               |
| D4        | Excelsior Veldwezelt | Lanaken           |

#### Classement de la Division 3B
| Rang | Équipe              | Pts | J  | G  | N  | P  | Bp | Bc | Diff |
| ---- | ------------------- | --- | -- | -- | -- | -- | -- | -- | ---- |
| 1    | RFC Liège           | 66  | 28 | 20 | 6  | 2  | 47 | 21 | +26  |
| 2    | KV Turnhout (V1)    | 59  | 28 | 17 | 8  | 3  | 44 | 19 | +25  |
| 3    | WS Woluwe (V2)      | 57  | 28 | 18 | 3  | 7  | 49 | 30 | +19  |
| 4    | Cappellen           | 56  | 28 | 15 | 11 | 2  | 54 | 25 | +29  |
| 5    | RCS Visé (V3)       | 54  | 28 | 16 | 6  | 6  | 62 | 28 | +34  |
| 6    | KFC Mol-Wezel P     | 43  | 28 | 13 | 4  | 11 | 42 | 44 | -2   |
| 7    | RRC Hamoir P        | 39  | 28 | 12 | 3  | 13 | 37 | 48 | -11  |
| 8    | Bocholt             | 36  | 28 | 10 | 6  | 12 | 32 | 39 | -7   |
| 9    | KSK Tongres         | 29  | 28 | 9  | 2  | 17 | 27 | 45 | -18  |
| 10   | Dessel Sport R      | 29  | 28 | 7  | 8  | 13 | 39 | 45 | -6   |
| 11   | Seraing             | 28  | 28 | 7  | 7  | 14 | 30 | 47 | -17  |
| 12   | Excel. Veldwezelt P | 26  | 28 | 7  | 5  | 16 | 26 | 42 | -16  |
| 13   | RCS Verviers        | 25  | 28 | 7  | 4  | 17 | 34 | 39 | -5   |
| 14   | La Calamine         | 22  | 28 | 5  | 7  | 16 | 28 | 54 | -26  |
| 15   | Sprimont            | 18  | 28 | 4  | 6  | 18 | 22 | 47 | -25  |

## Tour final D3
Participants : 
- D3A: Eendracht Alost (1re tranche), KRC Malines (report de tranche), KRC Waregem (report de tranche)
- D3B: KV Turnhout (1re tranche), R White Star Woluwe FC (2e tranche), RCS Visé (3e tranche)
- D2: Union Royale Namur

|  | 1ère journée | 1ère journée           | 1ère journée       |                 |           | 2e journée | 2e journée | 2e journée |  |  | Finale | Finale             | Finale    |
|  |              |                        |                    |                 |           |            |            |            |  |  |        |                    |           |
|  |              |                        |                    |                 |           |            |            |            |  |  |        |                    |           |
|  |              | D2                     | Union Royale Namur | 3 1 4           |           |            |            |            |  |  |        |                    |           |
|  |              |                        |                    | 3 1 4           |           |            |            |            |  |  |        |                    |           |
|  |              |                        |                    | KV Turnhout     | 1 2 3     |            |            |            |  |  |        |                    |           |
|  |              | KRC Waregem            | 2 0 2              | KV Turnhout     | 1 2 3     |            |            |            |  |  |        |                    |           |
|  |              | KRC Waregem            | 2 0 2              |                 |           |            |            |            |  |  |        |                    |           |
|  |              | KV Turnhout            | 1 2 3              |                 |           |            |            |            |  |  |        |                    |           |
|  |              |                        |                    |                 |           |            |            |            |  |  |        | Union Royale Namur | 0 (pen.6) |
|  |              |                        |                    | RCS Visé        | 0 (pen.5) |            |            |            |  |  |        |                    |           |
|  |              | RCS Visé               | 0 (pen.6)          |                 |           |            |            |            |  |  |        |                    |           |
|  |              | KRC Malines            | 0 (pen.5)          |                 |           |            |            |            |  |  |        |                    |           |
|  |              | KRC Malines            | 0 (pen.5)          |                 | RCS Visé  | 2 4        |            |            |  |  |        |                    |           |
|  |              |                        |                    |                 | RCS Visé  | 2 4        |            |            |  |  |        |                    |           |
|  |              |                        |                    | Eendracht Alost | 1 2       |            |            |            |  |  |        |                    |           |
|  |              | Eendracht Alost        | 1 4 5              | Eendracht Alost | 1 2       |            |            |            |  |  |        |                    |           |
|  |              | Eendracht Alost        | 1 4 5              |                 |           |            |            |            |  |  |        |                    |           |
|  |              | R White Star Woluwe FC | 0                  |                 |           |            |            |            |  |  |        |                    |           |

| Union Royale Namur |
| ------------------ |

| Équipe 1        | Score | Équipe 2    |
| --------------- | ----- | ----------- |
| Eendracht Alost | 4 - 3 | KV Turnhout |

## Tour final Promotions

### Participants
- Promotion A: K Sint-Eloois-Winkel Sport (2e, report tranche), VG Ostende (tranche 1, 3e), KSK Opwijk (4e, report tranche)
- Promotion B: KV Woluwe-Zaventem (2e), Rupel Boom (3e), KSV Temse (4e)
- Promotion C: Patro Eisden Maasmechelen (2e, report tranche), KFC Lille (tranche 2), , Kermt-Hasselt (tranche 3)
- Promotion D: RFC Turkania Faymonville(2e, report tranche}, RUW Ciney (3e, report tranche), FC Bleid (4e, report tranche)
- D3: Londerzeel SK (D3A), Union La Calamine (D3B)

### Résultats
|                  |                            |                          | Score      |
| Première journée |                            |                          |            |
| 1                | FC Bleid                   | KSK Opwijk               | 1-0        |
| 2                | KFC Lille                  | KSV Temse                | 1-0 (a.p.) |
| 3                | K Sint-Eloois-Winkel Sport | Kermt-Hasselt            | 1-1 (pen.) |
| 4                | RUW Ciney                  | KV Woluwe-Zaventem       | 1-3        |
| 5                | Patro Eisden Maasmechelen  | Rupel Boom               | 0-2        |
| 6                | VG Ostende                 | RFC Turkania Faymonville | 0-1        |
| Deuxième journée |                            |                          |            |
| 7                | K Sint-Eloois-Winkel Sport | Union La Calamine        | 0-1        |
| 8                | FC Bleid                   | Rupel Boom               | 1-2        |
| 9                | KV Woluwe-Zaventem         | Londerzeel SK            | 4-0        |
| 10               | KFC Lille                  | RFC Turkania Faymonville | 4-0        |
| Finales          |                            |                          |            |
| 11               | Union La Calamine          | Rupel Boom               | 2-3        |
| 12               | KV Woluwe-Zaventem         | KFC Lille                | 3-1        |
| Places vacantes  |                            |                          |            |
| 13               | Union La Calamine          | KFC Lille                | 3-0        |

### Tableau
|  | 1re journée | 1re journée            | 1re journée       |                      |                 | 2e journée | 2e journée | 2e journée        |   |  | Finales | Finales | Finales    |    |  | Les 2 places en D3 vont à | Les 2 places en D3 vont à | Les 2 places en D3 vont à |
|  |             |                        |                   |                      |                 |            |            |                   |   |  |         |         |            |    |  |                           |                           |                           |
|  |             |                        |                   |                      |                 |            |            |                   |   |  |         |         |            |    |  |                           |                           |                           |
|  |             | D3B                    | Union La Calamine |                      |                 |            |            |                   |   |  |         |         |            |    |  |                           |                           |                           |
|  |             |                        |                   |                      |                 |            |            |                   |   |  |         |         |            |    |  |                           |                           |                           |
|  |             |                        |                   | St-Eloois-Winkel Sp. |                 |            |            |                   |   |  |         |         |            |    |  |                           |                           |                           |
|  |             | St-Eloois-Winkel Sp.   | 1 (pen.)          |                      |                 |            |            |                   |   |  |         |         |            |    |  |                           |                           |                           |
|  |             | St-Eloois-Winkel Sp.   | 1 (pen.)          |                      |                 |            |            |                   |   |  |         |         |            |    |  |                           |                           |                           |
|  |             | Kermt-Hasselt          | 1 (pen.)          |                      |                 |            |            |                   |   |  |         |         |            |    |  |                           |                           |                           |
|  |             |                        |                   |                      |                 |            |            | Union La Calamine | 2 |  |         |         |            |    |  |                           |                           |                           |
|  |             |                        |                   |                      |                 |            |            |                   | 2 |  |         |         |            |    |  |                           |                           |                           |
|  |             |                        | Rupel Boom        | 3                    |                 |            |            |                   |   |  |         |         |            |    |  |                           |                           |                           |
|  |             | FC Bleid               | Rupel Boom        | 3                    | 1               |            |            |                   |   |  |         |         |            |    |  |                           |                           |                           |
|  |             | FC Bleid               |                   |                      | 1               |            |            |                   |   |  |         |         |            |    |  |                           |                           |                           |
|  |             | KSK Opwijk             | 0                 |                      |                 |            |            |                   |   |  |         |         |            |    |  |                           |                           |                           |
|  |             | KSK Opwijk             | 0                 |                      | FC Bleid        | 1          |            |                   |   |  |         |         |            |    |  |                           |                           |                           |
|  |             |                        |                   |                      | FC Bleid        | 1          |            |                   |   |  |         |         |            |    |  |                           |                           |                           |
|  |             |                        |                   | Rupel Boom           | 2               |            |            |                   |   |  |         |         |            |    |  |                           |                           |                           |
|  |             | Pat. Eis. Maasmechelen | 0                 | Rupel Boom           | 2               |            |            |                   |   |  |         |         |            |    |  |                           |                           |                           |
|  |             | Pat. Eis. Maasmechelen | 0                 |                      |                 |            |            |                   |   |  |         |         |            |    |  |                           |                           |                           |
|  |             | Rupel Boom             | 2                 |                      |                 |            |            |                   |   |  |         |         |            |    |  |                           |                           |                           |
|  |             |                        |                   |                      |                 |            |            |                   |   |  |         |         | Rupel Boom | D3 |  |                           |                           |                           |
|  |             |                        |                   |                      |                 |            |            |                   |   |  |         |         |            |    |  |                           |                           |                           |
|  |             |                        | Woluwe-Zaventem   | D3                   |                 |            |            |                   |   |  |         |         |            |    |  |                           |                           |                           |
|  |             | RUW Ciney              | Woluwe-Zaventem   | D3                   | 1               |            |            |                   |   |  |         |         |            |    |  |                           |                           |                           |
|  |             | RUW Ciney              |                   |                      | 1               |            |            |                   |   |  |         |         |            |    |  |                           |                           |                           |
|  |             | Woluwe-Zaventem        | 3                 |                      |                 |            |            |                   |   |  |         |         |            |    |  |                           |                           |                           |
|  |             | Woluwe-Zaventem        | 3                 |                      | Woluwe-Zaventem | 4          |            |                   |   |  |         |         |            |    |  |                           |                           |                           |
|  |             |                        |                   |                      | Woluwe-Zaventem | 4          |            |                   |   |  |         |         |            |    |  |                           |                           |                           |
|  |             |                        | D3A               | Londerzeel SK        | 0               |            |            |                   |   |  |         |         |            |    |  |                           |                           |                           |
|  |             |                        | D3A               | Londerzeel SK        | 0               |            |            |                   |   |  |         |         |            |    |  |                           |                           |                           |
|  |             |                        |                   |                      |                 |            |            |                   |   |  |         |         |            |    |  |                           |                           |                           |
|  |             |                        |                   |                      |                 |            |            |                   |   |  |         |         |            |    |  |                           |                           |                           |
|  |             |                        |                   |                      |                 |            |            | Woluwe-Zaventem   | 3 |  |         |         |            |    |  |                           |                           |                           |
|  |             |                        |                   |                      |                 |            |            |                   | 3 |  |         |         |            |    |  |                           |                           |                           |
|  |             |                        | KFC Lille         | 1                    |                 |            |            |                   |   |  |         |         |            |    |  |                           |                           |                           |
|  |             | KFC Lille              | KFC Lille         | 1                    | 1 (a.p.)        |            |            |                   |   |  |         |         |            |    |  |                           |                           |                           |
|  |             | KFC Lille              |                   |                      | 1 (a.p.)        |            |            |                   |   |  |         |         |            |    |  |                           |                           |                           |
|  |             | KSV Temse              | 0 (a.p.)          |                      |                 |            |            |                   |   |  |         |         |            |    |  |                           |                           |                           |
|  |             | KSV Temse              | 0 (a.p.)          |                      | KFC Lille       | 4          |            |                   |   |  |         |         |            |    |  |                           |                           |                           |
|  |             |                        |                   |                      | KFC Lille       | 4          |            |                   |   |  |         |         |            |    |  |                           |                           |                           |
|  |             |                        |                   | Turkania Faymonville | 0               |            |            |                   |   |  |         |         |            |    |  |                           |                           |                           |
|  |             | VG Ostende             | 0                 | Turkania Faymonville | 0               |            |            |                   |   |  |         |         |            |    |  |                           |                           |                           |
|  |             | VG Ostende             | 0                 |                      |                 |            |            |                   |   |  |         |         |            |    |  |                           |                           |                           |
|  |             | Turkania Faymonville   | 1                 |                      |                 |            |            |                   |   |  |         |         |            |    |  |                           |                           |                           |

| Rupel Boom Woluwe-Zaventem |
| -------------------------- |

| Perdant finale 1  | Score | Perdant finale 2 |
| ----------------- | ----- | ---------------- |
| Union La Calamine | 3 - 0 | KFC Lille        |

## Récépitulatif  la saison
- Champion A: K. SK Ronse (4e titre de D3)
- Champion B: F. FC de Liège (3e titre de D3)

- Vingt-septième titre de D3 pour la Province de Flandre orientale
- 'Vingt-quatrième titre de D3 pour la Province de Liège

| Région flamande (0)             | Région flamande (0) | Province de Brabant (0)      | Province de Brabant (0) | Région wallonne (0)    | Région wallonne (0) |
| ------------------------------- | ------------------- | ---------------------------- | ----------------------- | ---------------------- | ------------------- |
| Province d'Anvers               | 0                   | Région de Bruxelles-Capitale | 0                       | Province de Hainaut    | 0                   |
| Province de Flandre-Occidentale | 0                   | Province du Brabant flamand  | 0                       | Province de Liège      | 0                   |
| Province de Flandre-Orientale   | 0                   | Province du Brabant wallon   | 0                       | Province de Luxembourg | 0                   |
| Province de Limbourg            | 0                   |                              |                         | Province de Namur      | 0                   |

1. ↑  Au niveau footballistique, la province de Brabant est toujours unitaire malgré sa partition territoriale en 1995.

### Admission / Relégation
Les deux champions, le K. SK Ronse et le F. FC de Liège sont promus en Division 2 où ils remplacent les deux relégués d'office que sont la R. Union St-Gilloise et le K. FC Verbroedering Geel.
Il n'y a pas de montant supplémentaire via le tour final.